# هنري زيلر
هنري زيلر (بالفرنسية:Henri Zeller) (و. 1896 – 1971 م) هو ضابط، وعسكري، من فرنسا، ولد في بيزانسون، ويحمل رتبة عسكرية Army General، وفريق أول، توفي في باريس، عن عمر يناهز 75 عاماً.

## مناصب
تولى منصب الحاكم العسكري لباريس (1953–1957).

## جوائز
حصل على جوائز منها:
- وسام الصليب الأكبر من وسام جوقة الشرف
- نيشان الخدمة المتميزة [الإنجليزية]‏
- صليب الحرب 1939-1945 (فرنسا)
- صليب الحرب 1914-1918 (فرنسا)
- قائد وسام الامبراطورية البريطانية.